# Valerijus Makūnas
Valerijus Makūnas (* 29. Oktober 1955 in Zapyškis, Rajon Kaunas) ist ein litauischer Politiker.

## Leben
Von 1963 bis 1972 lernte er in Zapyškis und nach dem Abitur von 1972 bis 1974 in Kačerginė studierte er von 1974 bis 1977 am Lietuvos kūno kultūros institutas. Von 1977 bis 1979 arbeitete er in Noreikiškės. Von 1980 bis 1986 war er Bildungsinspekteur im Rajon Kaunas und danach Schuldirektor. Seit 2007 ist er Bürgermeister der Rajongemeinde Kaunas.
Seit 2001 ist er Mitglied der Lietuvos socialdemokratų partija. Ab 2015 war er stellvertretender Parteivorsitzender der LSDP, Stellvertreter von Algirdas Butkevičius.

## Quelle
- Lebenslauf (litauisch)